# Дашак, Питер
Питер Дашак (англ. Peter Daszak) — британский и американский зоолог, эксперт по экологии болезней, в частности по зоонозу. Президент EcoHealth Alliance, некоммерческой неправительственной организации, которая поддерживает различные программы по глобальному здравоохранению со штаб-квартирой в Нью-Йорке. Он является исследователем, консультантом и общественным экспертом по вопросам СМИ на тему вирусных эпидемий.

## Образование
Дашак получил степень бакалавра в 1987 году в Университетском колледже Северного Уэльса и доктора философии по паразитарным инфекционным заболеваниям в 1994 году в Университете Восточного Лондона.

## Карьера
В 1990-е годы Дашак работал в Школе естественных наук Кингстонского университета в Суррее, Англия. В конце 1990-х Дашак переехал в Соединенные Штаты и был связан с Институтом экологии при Университете Джорджии и Национальным центром инфекционных заболеваний, Центрами по контролю и профилактике заболеваний в Атланте, штат Джорджия. Позже он стал исполнительным директором совместного исследовательского центра в Нью-Йорке, Консорциума по консервативной медицине. Он занимает вспомогательные должности в нескольких университетах США и Великобритании, в том числе в Школе общественного здравоохранения Mailman Колумбийского университета.
Областью его интересов является и природоохранная медицина. Его исследования были сосредоточены на изучении и прогнозировании воздействия новых болезней на дикую природу, домашний скот и население.
Он принимал участие в научных исследованиях по эпидемиям вирусная инфекция Нипа, вирус Хендра, SARS, птичий грипп и Вирус Западного Нила.
Дашак работал в комитетах Международного союза охраны природы, Всемирной организации здравоохранения (ВОЗ), Национальной академии наук и Министерства внутренних дел США. Он является членом Национальной академии медицины и председателем Форума NASEM по микробным угрозам и входит в наблюдательный совет Совета консультантов Единой комиссии здравоохранения.
Дашак был членом группы экспертов, которые собрались в ВОЗ в Женеве, Швейцария, в феврале 2018 года для проведения обзора болезней, угрожающих здоровью мира. Их отчет включал предупреждение о возможности возникновения пандемии, которая может разразиться в ближайшем будущем в результате всё ещё неизвестного патогена, и заболеть Болезнью X.
Это только одна из восьми болезней, которым следует уделять первоочередное внимание при проведении исследований и разработок, таких как поиск более эффективных методов диагностики и разработка вакцин.
Согласно отчёту расследования Брэда Винструпа, EcoHealth в партнерстве с WIV, являются идеологами проекта по созданию вируса с определяющими характеристиками SARS-CoV-2. В своей заявке в DARPA, EcoHealth и ее партнеры из WIV, заявили о намерении создать вирус, подобный SARS, с участком расщепления фурином — именно эта особенность сделала людей восприимчивыми к инфекции COVID-19.

## Публикации
По состоянию на 2020 год он является автором или соавтором более 300 научных работ и был назван Web of Science высоко цитируемым исследователем. Его научные публикации освещались в ведущих англоязычных газетах телевидении и радио, в документальных фильмах и подкастах.

### Интервью
Во время крупных вспышек вируса его приглашали выступить в качестве эксперта по эпидемиям, связанным с болезнями, передающимися от животных к людям.
Во время вспышки Эболы в Западной Африке в 2014 году он указал на следующие экономические аспекты пандемических заболеваний:
«Наше исследование показывает, что новые подходы к уменьшению возникающих пандемических угроз заблаговременно будут более экономически эффективными, чем попытка мобилизовать глобальные ответные меры после возникновения заболевания».
Когда в феврале 2020 года коронавирус начал распространяться за пределы Китая, он объяснил последствия вспышки, названной пандемией, и обсудил последующие шаги, такие как локализация и другие подготовительные операции, которые могут потребоваться, следующим образом:
«Я бы не удивился, если бы ВОЗ назвала это пандемией на этой неделе или на следующей неделе. И у нас есть несколько стран с инфицированными. Это действительно определение пандемии — на разных континентах. Конечно, это Болезнь X. У нас все еще есть это окно возможностей, но мы должны действовать очень быстро прямо сейчас. Я думаю, что органы здравоохранения всего мира должны начать рассказывать своей общественности, чего ожидать и как подготовиться.»
В апреле 2020 года, во время публичных споров о происхождении коронавируса, вызвавшего пандемию COVID-19, Daszak появился в новостной программе в Интернете «Демократия сейчас!», чтобы опровергнуть идею о том, что вирус был результатом лабораторной аварии в Уханьском институте вирусологии:
«Я работаю в этой лаборатории 15 лет. И собранные образцы были собраны мной и другими в сотрудничестве с нашими китайскими коллегами. Они одни из лучших ученых в мире. В лаборатории не было вирусного изолята. Не было культивируемого вируса, связанного с SARS-коронавирусом-2. Так что это просто невозможно».
Со ссылкой на гипотезу о том, что коронавирус распространялся через рынок в Ухане, он сделал следующее наблюдение:
«Мы точно знаем, что Уханьский рынок был частью этой вспышки, но мы думаем, что первые несколько случаев не были на рынке. И это не редкость. Мы видели это во многих, многих других вспышках болезней, появляющихся новых вирусах. Они вылезают из сельской местности через человека, который заражается, может быть, в провинции Хунань, а затем переезжает в Ухань, что, возможно, является частью торговли дикими животными. Может быть, фермер заразился или фермерские животные, и они были отправлены на рынки. Эти влажные рынки — не просто места для продажи дикой природы; это места, где собираются люди. Это действительно хорошие места для распространения вируса. И если человек принесет его или животное, этот вирус будет распространяться. И похоже, вот это здесь и произошло».

## Награды
- Медаль CSIRO за работу по болезням амфибий (2000)

## Избранные публикации
- (2020) «Побег из ящика Пандоры — ещё один новый коронавирус». Медицинский журнал Новой Англии 2020; 382: 1293—1295. https://doi.org/10.1056/NEJMp2002106 (соавтор)
- (2019) «Взаимодействие человека и животных и потенциал распространения коронавируса летучей мыши среди сельских жителей в Южном Китае». Биобезопасность и здоровье. Том 1, № 2 сентября 2019 г., стр. 84-90. (соавтор)
- (2018) «Глобальный проект Вироме». Наука 23 февраля 2018: Том. 359, выпуск 6378, с. 872—874. https://doi.org/10.1126/science.aap7463 (соавтор)
- (2018) «Создание глобального атласа зоонозных вирусов» — Бюллетень Всемирной организации здравоохранения 2018; 96: 292—294. https://dx.doi.org/10.2471/BLT.17.205005 (в качестве соавтора)
- (2017) «Обнаружение богатого генофонда коронавирусов, связанных с SARS у летучих мышей, дает новое понимание происхождения коронавируса SARS». PLOS Pathogens Vol. 13,11 е1006698. 30 ноября 2017 г. https://doi.org/10.1371/journal.ppat.1006698 (соавтор)
- (2017) «Глобальные горячие точки и корреляты возникающих зоонозных заболеваний». Nat Commun 8, 1124. https://doi.org/10.1038/s41467-017-00923-8 (соавтор)
- (2017) «Единое здоровье, новые инфекционные заболевания и дикая природа: два десятилетия прогресса?» Философские труды Королевского общества B, B37220160167. https://doi.org/10.1098/rstb.2016.0167 (соавтор)
- (2017) «Хозяин и вирусные признаки предсказывают распространение зоонозов у млекопитающих». Природа 546, 646—650. https://doi.org/10.1038/nature22975 (соавтор)
- (2016)  WHO Expert Member Peter Daszak Seen Boasting Of Manipulating Killer Virus In China In 2016
- (2014) «Экономическая оптимизация глобальной стратегии по устранению угрозы пандемии». PNAS, 30 декабря 2014 г. 111, нет. 52, стр. 18519-18523. https: //doi.og/10.1073/pnas.1412661112 (соавтор)
- (2013) «Выделение и характеристика SARS-подобного коронавируса летучей мыши, который использует рецептор ACE2». Природа, 2013. https://doi.org/10.1038/nature12711 (соавтор)
- (2013) «Ближневосточный респираторный синдром коронавируса у летучих мышей, Саудовская Аравия». Новые инфекционные заболевания. 2013 ноябрь; 19 (11): 1819—1823. https://doi.org/10.3201/eid1911.131172 (соавтор)
- (2012) «Прогнозирование и профилактика следующего пандемического зооноза». Ланцет. Том 380, выпуск 9857, 1-7 декабря 2012 года, страницы 1956—1965. (соавтор)
- (2012) «Анатомия пандемии». The Lancet, том 380, выпуск 9857, 1-7 декабря 2012 года, страницы 1883—1884. (автор)
- (2011) «Причины и последствия забытых тропических и зоонозных болезней: возможности для комплексных стратегий вмешательства». Вашингтон (округ Колумбия): Национальная пресса академий, 2011. ISBN 9780309186346 (участник)
- (2010) «Экология вирусов птичьего гриппа в меняющемся мире». Летопись нью-йоркской академии наук. 2010 май; 1195: 113—128. https://doi.org/10.1111/j.1749-6632.2010.05451.x (соавтор)
- (2010) «Воздействие биоразнообразия на возникновение и передачу инфекционных заболеваний». Природа 468, 647—652. https://doi.org/10.1038/nature09575 (соавтор)
- (2009) «Снижение рисков торговли дикой природой». Наука 01 мая 2009: Том. 324, выпуск 5927, с. 594—595. https://doi.org/10.1126/science.1174460 (соавтор)
- (2008) «США, тонущие в неопознанных рыбах: сфера применения, последствия и регулирование импорта живой рыбы». Письма о сохранении. Том 1 номер 2, июнь 2008, стр. 103—109. https://doi.org/10.1111/j.1755-263X.2008.00014.x
- (2008) «Глобальные тенденции в новых инфекционных заболеваниях». Природа 451, 990—993. https://doi.org/10.1038/nature06536 (соавтор)
- (2007) «Эволюционные отношения между коронавирусами летучих мышей и их хозяевами». Новые инфекционные заболевания. Октябрь 2007 г.; 13 (10): 1526—1532. https://doi.org/10.3201/eid1310.070448 (соавтор)
- (2006) «Эпидемии вируса Западного Нила в Северной Америке вызваны изменениями в поведении комаров при кормлении». PLoSBiol 4 (4): с82. (соавтор)
- (2006) «Прогнозирование глобального распространения птичьего гриппа H5N1». PNAS 19 декабря 2006 г. 103 (51) 19368-19373. https://doi.org/10.1073/pnas.0609227103 (соавтор)
- (2005) «Охота на диких животных, вырубка лесов и прогнозирование зоонозов». Emerg Infect Dis. 2005 дек; 11 (12): 1822—1827. https://doi.org/10.3201/eid1112.040789 (соавтор)
- (2005) «Летучие мыши — естественные резервуары SARS-подобных коронавирусов». Наука 28 октября 2005: Том. 310, выпуск 5748, с. 676—679. https://doi.org/10.1126/science.1118391
- (2004) «Нездоровые ландшафты: политические рекомендации по изменению землепользования и появлению инфекционных заболеваний». Перспективы гигиены окружающей среды : Дополнения, том 112, выпуск 10. с. 1092—1098. (соавтор)
- (2000) «Новые инфекционные заболевания дикой природы — угрозы для биоразнообразия и здоровья человека». Наука 21 января 2000: Том. 287, Issue 5452, pp. 443–449. https://doi.org/10.1126/science.287.5452.443 (соавтор)